# Frank Frazetta
Frank Frazetta, né Frank Frazzetta le 9 février 1928 à Brooklyn (New York) et mort le 10 mai 2010 à Fort Myers (Floride) est un dessinateur, un illustrateur et un peintre américain.
Artiste de fantasy et de science-fiction, Frazetta est connu pour ses bandes dessinées, ses couvertures de livres de poche, ses peintures, ses affiches, ses pochettes d'albums de disques LP et d'autres supports. Il est souvent appelé le « Parrain de l'art fantastique » (« Godfather of fantasy art ») et l'un des illustrateurs les plus renommés du XXe siècle. Il a également fait l'objet d'un documentaire en 2003, Painting with Fire.
Il commence sa carrière comme auteur de bande dessinée, que ce soit dans le comic book (séries White Indian, Thun'da, King of the Congo, publications Warren) ou dans le comic strip (séries Johnny Comet, Li'l Abner, Flash Gordon). Puis, à partir de 1965, il développe une œuvre d’illustrateur et de peintre qui laisse son empreinte dans le grand public, entre autres du fait de ses représentations du personnage de Conan ou de l’invention de son propre personnage, le Death Dealer.
Frazetta a été honoré par les principales distinctions de la bande dessinée et de l’illustration. Parmi celles-ci, il est intronisé au Will Eisner Comic Book Hall of Fame en 1995 et au Jack Kirby Hall of Fame en 1999. Il s’est vu décerner en 1976 le World Fantasy Award Artist en tant que « Meilleur artiste » puis, en 1995 le premier prix du Grand Master of Fantastic Art (The Spectrum Award for Grand Master).

## Biographie

### Famille et formation
La famille de Frank Frazetta est d'origine italienne. Il est le seul garçon d'une fratrie de quatre enfants. Il témoigne que c'est sa grand-mère qui a encouragé ses dons de dessinateur depuis l'âge de deux ans. En 1936, à l'âge de huit ans, il tente l’école d’Art de Brooklyn (Brooklyn Academy of Fine Arts), une modeste école dirigée par l’enseignant Michel Falanga qui, selon Frazetta, ne lui a rien appris.

### Débuts
En 1944, à seize ans, Frank Frazetta, qui avait « toujours eu cette envie de faire de la bande dessinée », commence à travailler dans le studio de Bernard Baily. Son premier travail est d’encrer l’histoire en huit pages de la série Snowman, dessinée par John Giunta, dans le magazine Tally-Ho Comics (décembre 1944) publié par Swappers Quarterly and Almanac/Baily Publishing Company. (Selon le site http://frankfrazetta.net/ il s’agirait de l’inverse : se serait la première histoire que Frazetta a dessinée, encrée par Giunta).
Son premier travail confirmé est deux histoires signées, dessinées et encrées, parues dans Treasure Comics #7 (juillet 1946) chez Prize Comics : « To William Penn founder of Philadelphia... » (4 p.) et « Ahoy! Enemy Ship! » (1 p.), avec son personnage Capt. Kidd Jr.
Né Frazzetta, avec deux « z », Frank retire un « z » de son patronyme pour que son nom paraisse moins « maladroit ». Alors qu'il cherche des séries à dessiner, il est repéré par Graham Ingels alors scénariste, dessinateur, éditeur et directeur artistique chez l'éditeur Standard Comics, qui lui confie du travail régulièrement. Dans un entretien accordé au Comics Journal en 1991, Frazetta reconnaît que Graham Ingels fut le premier dans l’industrie de la bande dessinée à avoir reconnu son talent et à lui avoir procuré du travail à Standard Comics en 1947.

### Carrière de dessinateur

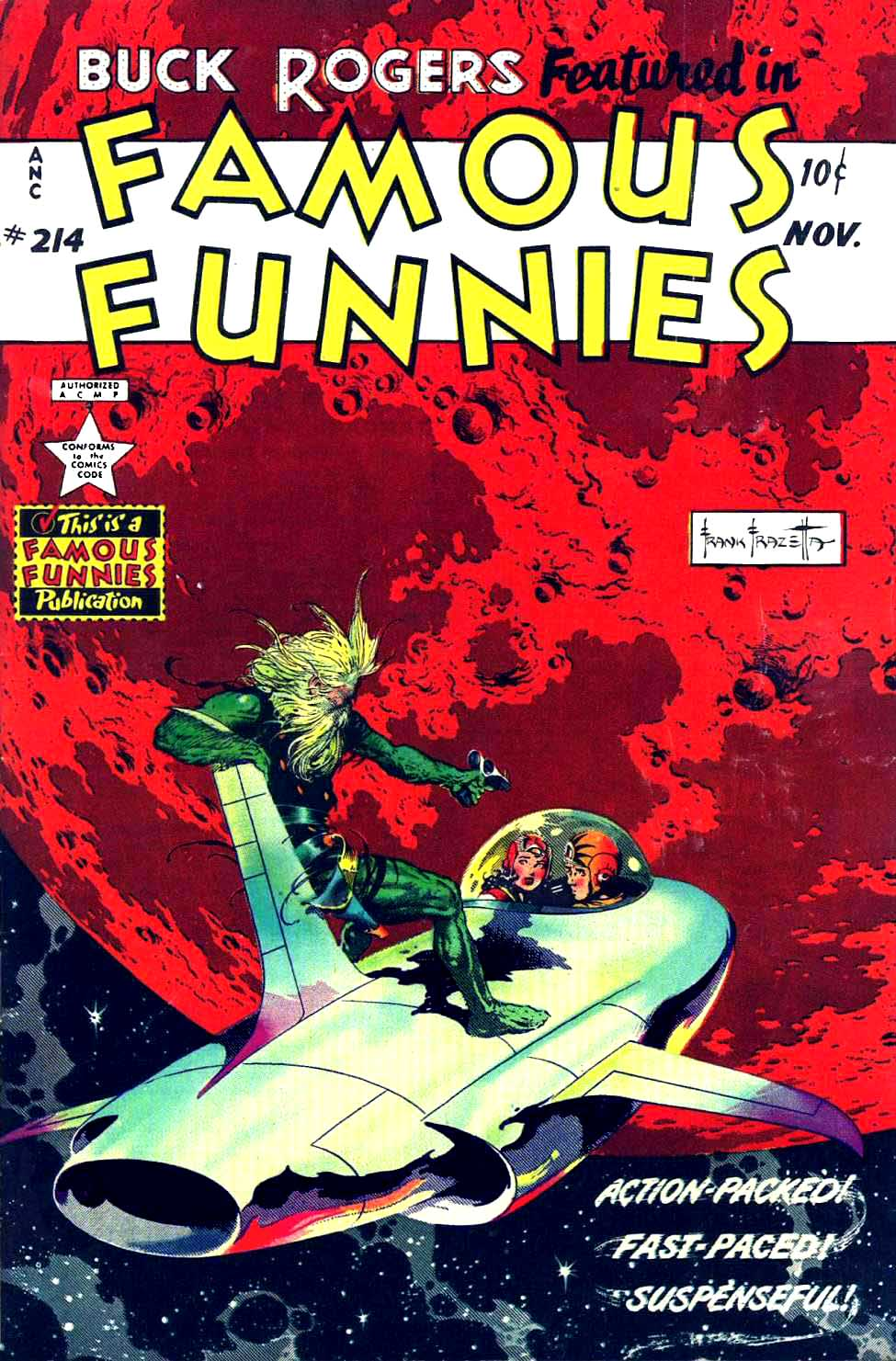
Couverture de la série Buck Rogers pour le magazine Famous Funnies #214 (déc. 1953), dessinée par Frazetta.

Frank Frazetta commence à dessiner dans les genres variés, et chez plusieurs éditeurs de l’industrie du comic book : il se distingue dans le western, la fantasy, le mystère, le drame historique, la romance. Certains de ses tout premiers travaux sont des séries comiques animalières (genre appelé funny animals aux États-Unis) qu’il signe du pseudonyme « Fritz ». Pour une filiale de Dell, Famous Funnies et son magazine Heroic Comics, il réalise des histoires de guerre et à dimension humaine, ainsi que des histoires d’une page prônant autant les vertus de la prière que les méfaits de la drogue. Pour des magazines tels que Personal Love et Movie Love, il réalise des histoires d’amour et des œuvres sur des célébrités, dont une biographie de Burt Lancaster.
Après avoir contribué aux séries Golden Arrow (Fawcett), Shining Knight (National Comics), Ghost Rider et Manhunt (Magazine Enterprises, 1947-1948) puis Blackhawk (Quality Comics), il commence sa collaboration avec Al Williamson chez Toby en 1949, sur une BD consacrée à John Wayne. En 1951, chez Magazine Enterprises, paraît White Indian, sa première grande série en collaboration avec le scénariste Gardner Fox (parue dans Durango Kid #1 à 16 de octobre 1949 à mai 1952, puis réédité dans trois numéros du magazine anthologique A-1). En 1952, il lance Thun’da, King of the Congo sur des scénarios de Gardner Fox. À la suite de désaccords, Frazetta quitte la série dès le second numéro, remplacé par Bob Powell. Cependant, ce travail est considéré par de nombreux critiques comme son chef-d’œuvre.
L’histoire « The Last Three Dimes » parue dans Wonder Comics #20 (Standard Comics, oct. 1948) est la première collaboration de Frazetta avec Al Williamson. Elle continue ensuite chez Toby Press sur les titres John Wayne Adventure Comics, Billy the Kid Adventure Magazine, et Danger Is Our Business! puis, de 1949 à 1951, chez les éditeurs Avon, Fawcett, Standard, et American Comics Goup (ACG).
À partir de 1952, Frazetta contribue aux magazines publiés par EC Comics. Il encre plusieurs histoires dessinées par Williamson (par exemple Fired!, encrée par Frazetta en signant de son surnom « Fritz »). Il dessine également l’histoire de suspense « Squeeze Play », parue dans Shock SuspenStories no 13 (EC Comics). Cette collaboration est une camaraderie, au point que ce groupe d’artistes — Al Williamson, Frank Frazetta, Roy Krenkel et AngeloTorres — est surnommé (selon la légende rapportée) le « Feagle Gang » par Harvey Kurtzman. Témoignage de cette complicité, Frazetta est portraituré par Williamson dans deux histoires, l’un des protagonistes présentant une ressemblance frappante avec lui : « A New Beginning » et « Food for Thought ».
Avec le scénariste Earl Baldwin, il crée le comic-strip du pilote de course Johnny Comet (renommé plus tard Ace McCoy) pour McNaught Syndicate (1952-1953).
Après avoir assisté anonymement Dan Barry sur le strip Flash Gordon durant toute l'année 1953, il devient l'assistant d’Al Capp sur Li'l Abner, collaboration qui durera neuf ans de 1954 à 1961.
Durant la première moitié des années 1950, Frazetta réalise un grand nombre de couvertures pour les magazines Famous Funnies chez Eastern Color (stoppé au #218 en juillet 1955). En particulier, il réalise les couvertures mettant en scène le personnage de Buck Rogers (#209 à 215).
Il aide Harvey Kurtzman et Will Elder sur trois histoires du strip parodique Little Annie Fanny dans Playboy Magazine.
Pour l'éditeur James Warren, il participe dès son premier numéro à Creepy, magazine d'horreur en noir et blanc avec sa dernière BD, l’histoire en 6 pages « Werewolf! » sur un scénario de Larry Ivie, parue dans Creepy #1 en 1964. Mais il réalise surtout des peintures pour illustrer les couvertures, en particulier pour le lancement de chaque magazine, et cela pour toute la gamme des magazines Warren : Creepy (12 couvertures sur les 17 premières parutions, entre 1965 et 1967), Eerie (5 couvertures pour la première année de parution entre mars 1966 et mars 1967), Blazing Combat (les 4 couvertures des 4 numéros) et Vampirella (le premier numéro et quelques autres).

### Carrière d'illustrateur

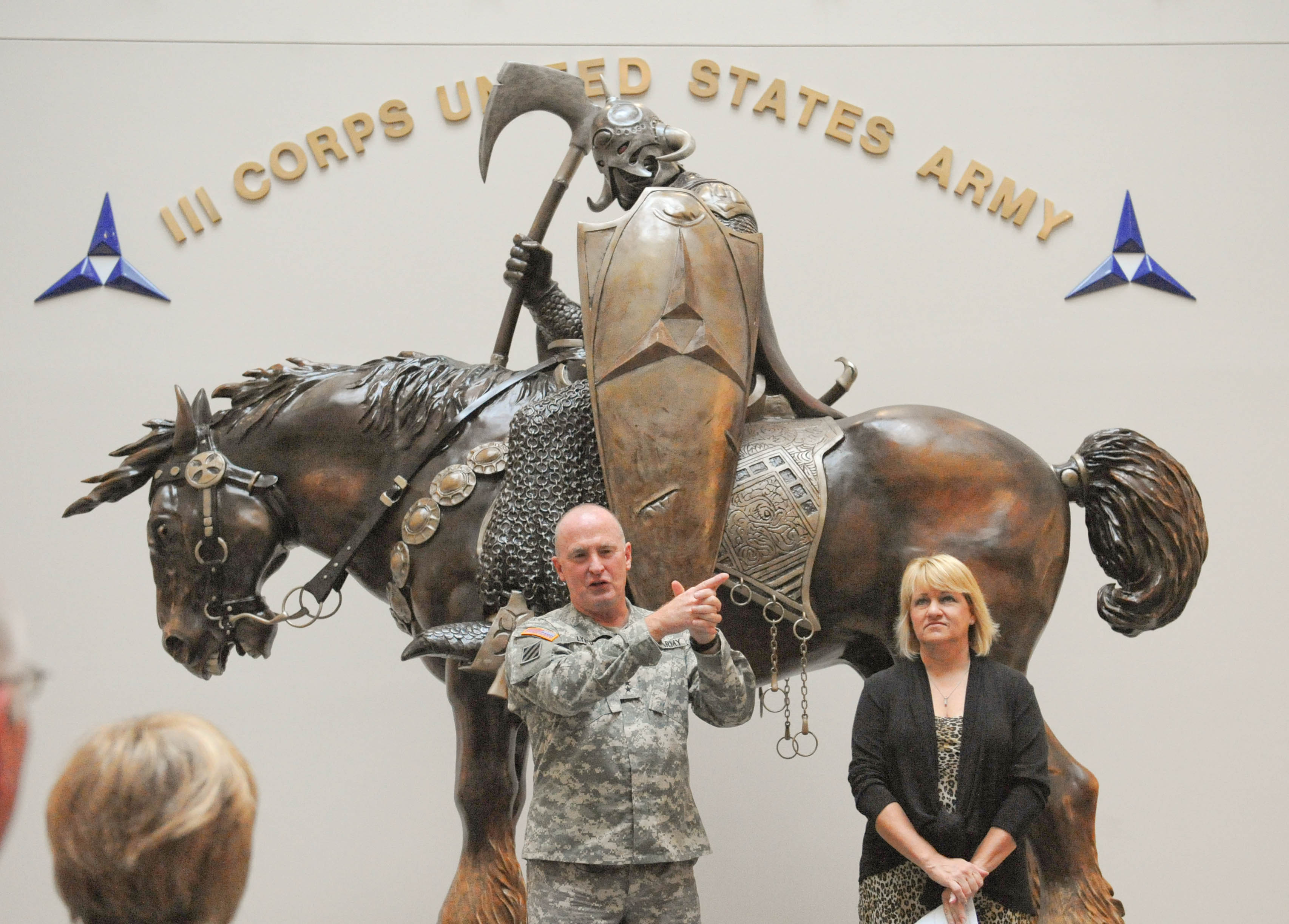
Statue du Death Dealer dans un local de l'US Army.

En 1964, Frank Frazetta se lance dans une carrière d'illustrateur avec la caricature de Ringo Starr pour une publicité parodique au dos de Mad magazine #90 (octobre 1964) : cette peinture attire l’attention des studios United Artists, qui lui proposent de réaliser l’affiche du film Quoi de neuf, Pussycat ?. Il empoche alors l’équivalent de ses gains annuels de dessinateur de BD en une après-midi.
Il réalise ainsi des peintures pour des éditions de poches (paperback) de livres d’aventures. Avec sa représentation du personnage de Conan le Barbare il redéfinit visuellement le genre « Sword and sorcery », et a une influence majeure sur la génération suivante d’artistes ; de même pour son personnage du Death Dealer, protagoniste de cinq peintures, exploité plus tard en bande dessinée par d’autres auteurs.
À partir de cette période, le travail de Frazetta est très demandé. Ses peintures sont utilisées pour d’autres éditions de poche de romans classiques d’Edgar Rice Burroughs (Tarzan et Barsoom (John Carter of Mars)). En plus des couvertures, il réalise des illustrations au crayon et à l’encre pour la plupart de ces livres.
Après cette époque, la plus grande partie du travail de Frazetta est de nature commerciale : peintures et illustrations pour des affiches de films, des couvertures de livres et des calendriers. Spécialiste de la peinture à l’huile, Frazetta travaille aussi l’aquarelle, l’encre et le crayon.

### Une incursion au cinéma
Cette réputation d’illustrateur permit à Frank Frazetta de travailler sur des projets d’animation. Au début des années 1980, il collabore avec le producteur Ralph Bakshi sur le film Fire and Ice (Tygra, la glace et le feu), réalisé en 1983. Le réalisme de l’animation est basé sur les illustrations de Frazetta. Bakshi et Frazetta furent tous deux très impliqués dans la réalisation des séquences en prise de vue réelle qui étaient utilisées ensuite pour l’animation en rotoscopie, du casting au tournage.

### Vie personnelle
En novembre 1956, Frank Frazetta épouse Eleanor Kelly à New York. Ils ont quatre enfants : Frank Jr., Billy, Holly and Heidi.
Devenu hémiplégique à la suite de nombreux accidents cardiaques, il apprend à dessiner et à peindre de la main gauche.
En 2009, la peinture originale de l'illustration de la première édition de Conan the Conqueror (publiée par Lancer en 1967) est achetée pour la somme d'un million de dollars par Kirk Hammett, le guitariste du groupe Metallica.
En juillet 2009, son épouse meurt après un long combat contre le cancer. En décembre de la même année, son fils Frank Jr. est arrêté pour avoir tenté de voler 90 peintures de son propre père, exposées dans le musée familial (estimées pour un total de 20 millions de dollars), en déclarant vouloir les mettre en lieu sûr.
Frank Frazetta s'éteint le 10 mai 2010 en Floride à l'âge de 82 ans.

## Œuvre

### Dessinateur de comic books
- Frazetta Funny Stuff, IDW Publishing, 2012 (Craig Yoe (éd., dir.) ; Ralph Bakshi, Introduction) (Relié; 256 p.;  (ISBN 978-1613771679); 28,7 × 22,6 × 3 cm)
- Small Wonders. The Funny Animal Art of Frank Frazetta, Kitchen Sink Press, 1991 (Broché;  (ISBN 978-0878161461); 28,6 × 22,2 × 1,3 cm)
- Frank Frazetta’s Adventures of the Snowman, Dark Horse Books, 2015 (Relié; 88 p.;  (ISBN 978-1616557638); 22,9 × 15,2 × 2,5 cm)
- Telling Stories. The Classic Comic Art of Frank Frazetta (Dir. Edward Mason), Underwood Books, 2008 (Relié; 192 p.;  (ISBN 978-1599290201); 32,4 × 24,8 × 3,2 cm)
- Untamed Love. Classic Romance by Frank Frazetta (Four tantalizing tales of passion in full color!), Fantagraphics Books, 1987 (Broché ;  (ISBN 978-9993702344); x 17,8 × 26,7 × 0,6 cm)
- White Indian, Vanguard Productions, Relié: 2011 ; Broché: 2011 (Broché; 192 p.;  (ISBN 978-1934331460); 27,9 × 21,6 × 1,8 cm) (Relié; 216 p.;  (ISBN 978-1934331477); 28,6 × 22,2 × 3,2 cm)
- Thun’da, King of the Congo Archive, Dark Horse, 2010 (Sc: Gardner Fox, Frank Frazetta; D: Frank Frazetta (#1), Bob Powell (#2-6)) (Relié ; 232 p. ;  (ISBN 978-1595824707) ; 26,6 × 17,6 × 2,2 cm)
- "Trail" Colt U.S. Marshal: The Complete Adventures, Boardman Books, 2015 (Sc: Matthew H. Gore; D: Frank Frazetta, Graham Ingles, Fred Guardineer, Paul Parker) (Broché; 50 p.;  (ISBN 978-0692419106); 25,4 × 17,8 × 0,3 cm)
- The Original Ghost Rider 1, Canton Street Press, 2014 [Ghost Rider comics #1-5; Tim Holt #11-14, 1949-1951] (Sc: Raymond Krank, Gardner F. Fox ; D: Dick Ayers, Frank Frazetta) (Relié; 192 p.;  (ISBN 978-1934044049); 26,7 × 19,7 × 1,9 cm)

### Dessinateur de comic strips
- Johnny Comet, Vanguard Productions, 2011 (Relié; 264 p.;  (ISBN 978-1934331484); 29,8 × 22,9 × 3,8 cm)
- Al Capp’s Li’l Abner: The Frazetta Years 1-4, Dark Horse Books, 2003-2004 1. (1954-1955), 8 sep 2003 (Relié ; 128 p. ;  (ISBN 978-1569719596); 31,1 × 23,5 × 1,3 cm) 2. (1956-1957) (intro: Denis Kitchen), 8 dec 2003 (Relié; 128 p.;  (ISBN 978-1569719763); 31,8 × 24,1 × 1,9 cm) 3. (1958-1959), 3 feb 2004 (Relié; 128 p.;  (ISBN 978-1569719770); 30,5 × 22,9 × 1,3 cm) 4. (1960-1961), 16 mar 2004 (Relié; 120 p.;  (ISBN 978-1593071332); 31,1 × 23,5 × 1,9 cm)

### Livres d'illustrations
- The Fantastic Art of Frank Frazetta, 5 vol. 1976-1977, Ballantine Books. Les 2 premiers tomes ont été traduits en France sous le titre L’Art fantastique de Frank Frazetta par les Éditions du Chêne[22]
- Fascination, 1984, Publicness
- Masterpieces of Fantasy Art, 1991, Taschen
- Comic images Saddle Book, 1993
- The Ultimate Triumph: The Heroic Fantasy of Robert E Howard, Wandering Star, 1999 (nouvelles et poèmes de Robert E. Howard accompagnées d'illustrations de Frazetta)
- Icon, 1998, Cathy & Arnie Fenner (Underwood Books). Traduit en France sous le titre Le Maître du Fantasy Art, Evergreen, 1998
- Legacy, 1999, Cathy & Arnie Fenner (Underwood Books)
- Testament, 2001, Cathy & Arnie Fenner (Underwood Books)
- Legend, 2006, Cathy & Arnie Fenner (Underwood Books)
- Frazetta - Painting with Fire, 2003
- Cathy & Arnie Fenner, Rough Work: Concept Art, Doodles, and Sketchbook Drawings, Underwood Books, 2007
- The Frazetta Sketchbook, Vanguard Productions, 2013
- Frazetta Sketchbook, Vanguard Productions, Broché: 2015; Relié: 2015

### Couvertures de romans
| - Edgar Rice Burroughs (Ace Book, 1964), Tarzan, Back To The Stone Age… - Flying Reptiles, 1971 - The Galleon, 1973 - Thuvia, Maid of Mars, 1974 - A Princess of Mars - Conan the Barbarian, Conan of Aquilonia, Conan of Cimmeria, Conan The Buccaneer, Conan the Usurper… - Tarzan and The Cave Bear - Swamp Demon, (National Lampoon’s Encyclopedia of Humor) - Luana, Pharaoh’s Tomb (film) - Black Emperor, (Stuart Jason book cover) - Flash For Freedom, (George MacDonald Fraser) - Count Dracula - Dancer from Atlantis - Dawn Attack - Death Dealer 1,2,3,4 - African Warrior - Tarzan and the Ant Men - Mongol Tyrant | - Ruturn of Jongar (Mad #116) - Winged Terror - Nightwinds - The Defender - The Amali Legend - Green Death - Handicap - Huns (Son of Conan) - Sacrifice - Red Moon Black Mountain - Creep, (Cat Girl, New World) - Castle of Sin - Roman Chariot - Alien worlds - The Indian Brave - A Requiem for Sharks - Aros - Atlantis - A Fighting Man of Mars |  |

### Couvertures de comics et magazines

#### Creepy, Warren Publishing, 1964-1983
- 1965 : no 2 : Scène tirée de l'histoire Spawn of the Cat People
- 1965 : no 3 : ?
- 1965 : no 4 : Wolfman
- 1965 : no 5 : Count Dracula
- 1965 : no 6 : Gargoyle
- 1966 : no 7 : Dracula Meets the Wolfman
- 1966 : no 9 : Winged Terror
- 1966 : no 10 : Beyond the Grave
- 1966 : no 11 : King Kong
- 1967 : no 15 : Neanderthal
- 1967 : no 16 : Cat Girl
- octobre 1967 : no 17 : ?
- juin 1969 : no 27 : Mongol Tyrant
- avril 1970 : no 32 : NightStalker
- octobre 1976 : no 83 : Neanderthal. reprise de Creepy #15
- juin 1977 : no 89 : reprise de Blazing Combat #1
- août 1977 no 91 : reprise de Vampirella #11, mai 1971
- octobre 1977 : no 92 : reprise de Eerie #23. septembre 1969
- mai 1978 : no 97 : reprise de Eerie #3, mai 1966

Source : Creepy sur comics.org

#### Eerie, Warren Publishing, 1966-1983
- mars 1966 : no 2: Sorcerer
- mai 1966 : no 3: Sea Monster
- septembre 1966 : no 5: ?
- janvier 1967 : no 7: Sea Witch
- mars 1967 : no 8: Brain
- septembre 1969 : no 23 : Egyptian Queen
- février 1977 : no 81 :  ?
- juin 1977 : no 84 : reprise de Eerie #8 mars 1967
- octobre 1977 : no 87 : reprise de Vampirella #7, septembre 1970
- septembre 1981 : no 124 : reprise de Creepy #7, février 1966

Source : Eerie sur comics.org

#### Blazing Combat, Warren Publishing, 1965-1966
- octobre 1965 : no 1 : Combat
- janvier 1966 : no 2 : ?
- avril 1966 : no 3 : ?
- juillet 1966 : no 4 : ?

Source : Blazing Combat sur comics.org

#### Vampirella, Warren Publishing, 1969-1983
- septembre 1969 : no 1
- jun 1970 : no 5
- septembre 1970 : no 7: Sun Goddess
- mai 1971 : no 11: Woman With a Scythe
- mars 1974 : no 31

Source : Vampirella sur comics.org

### Affiches de films
- 1965 : Quoi de neuf, Pussycat ? de Clive Donner
- 1965 : The Secret of My Success d'Andrew L. Stone
- 1966 : After the Fox de Vittorio De Sica
- 1966 : Hotel Paradiso de Peter Glenville
- 1967 : The Busy Body de William Castle
- 1967 : Le Bal des vampires de Roman Polanski
- 1967 : Mad Monster Party de Jules Bass
- 1968 : Les Tiens, les Miens, le Nôtre de Melville Shavelson
- 1968 : The Night They Raided Minsky's de William Friedkin
- 1968 : Luana, fille de la jungle de Roberto Infascelli
- 1971 : Mrs. Pollifax - Spy de Leslie H. Martinson
- 1977 : L'Épreuve de force de Clint Eastwood
- 1983 : Tygra, la glace et le feu de Ralph Bakshi

### Romans
- Death Dealer, série de dark fantasy en quatre tomes, co-écrite avec James Silke, Panini Books, 2013.

## Distinctions
- 1966 : Prix Hugo du meilleur dessinateur professionnel (nommé en 1964, 1965, 1968, 1974 et 2004)
- 1976 : Prix World Fantasy du meilleur dessinateur
- 1988 : Prix Chesley
- 1995 :
  - Temple de la renommée Will Eisner
  - Prix Chesley
- 1997 : Prix Chesley
- 1999 : Temple de la renommée Jack Kirby
- 2001 : Grand maître des prix World Fantasy
- 2009 : Prix Milton Caniff, pour l'ensemble de sa carrière

Au sein de sa maison en Pennsylvanie (dans les montagnes des Pocono), un musée Frazetta est ouvert au public.

## Influence
L'oeuvre de Frank Frazetta a influencé et inspiré plusieurs illustrateurs et artistes de fantasy art, parmi lesquels Boris Vallejo, Jeffrey Catherine Jones et Manuel Sanjuliàn.
Plusieurs projets graphiques basé sur l'univers de Frazetta ont vu le jour :
- Frank Frazetta Fantasy Illustrated, Quantum Cat Entertainment, 8 numéros parus entre 1998 et 1999 ; couverture et certaines illustrations par Frazetta ;
- À partir de 2007, l'éditeur Image Comics lance une série limitée dans laquelle certaines illustrations originales de Frazetta (Death Dealer, Neanderthal, Dark Kingdom…) deviennent des bandes dessinées à part entière, sous la plume du scénariste Joshua Ortega et de divers dessinateurs.